# ستيفن ميتشان
ستيفن ميتشان (بالإنجليزية: Steven Meechan)‏ (30 مارس 1991 بغلاسكو في المملكة المتحدة - ) هو لاعب كرة قدم بريطاني في مركز الوسط. لعب مع نادي ماذرويل ونادي كيترينغ تاون وKilbirnie Ladeside F.C. ‏ وKirkintilloch Rob Roy F.C. ‏ ولينليثغو روز ‏ ونادي ألبيون روفرز.

## وصلات خارجية
- ستيفن ميتشان على موقع قاعدة بيانات كرة القدم.إي يو (الإنجليزية)
- ستيفن ميتشان على موقع Soccerbase.com (لاعب) (الإنجليزية)